# Deng Wei (Gewichtheberin)
Deng Wei (* 14. Februar 1993) ist eine chinesische Gewichtheberin.

## Werdegang
Deng Wei stammt aus der Provinz Fujian. Sie begann in früher Jugend mit dem Gewichtheben. Ihre Entdecker und Trainer sind bisher nicht bekannt. Erstmals startete sie im Mai 2009 bei einer internationalen Meisterschaft, der Junioren-Weltmeisterschaft (U 17) in Chiangmai. Sie siegte dort im Zweikampf in der Gewichtsklasse bis 58 kg Körpergewicht mit 222 kg (98–124) vor Rim Jong-sim, Nordkorea, 212 kg (92–120) und Sulfija Tschinschanlo, Kasachstan, 207 kg (92–115). Dabei gewann sie auch die Goldmedaillen in den Einzeldisziplinen Reißen und Stoßen. Im Oktober 2009 war sie, 17 Jahre alt, bei der chinesischen Meisterschaft der Damen am Start. Sie steigerte sich dabei in der Gewichtsklasse bis 58 kg auf eine Zweikampfleistung von 240 kg (110–130). Mit dieser starken Leistung kam sie trotzdem nur auf den 4. Platz, weil Li Xueying, 251 kg (111–140), Qiu Hongmei, 246 kg (109–137) und Sun Caiyan, 245 kg (110–135) noch mehr zur Hochstrecke brachten als sie.
2010 wurde Deng Wei in der Gewichtsklasse bis 58 kg chinesische Meisterin mit 238 kg (105–133). Im August 2010 siegte sie auch bei der Jugend-Olympiade in Singapur in der Gewichtsklasse bis 58 kg mit einer Zweikampfleistung von 242 kg (110–132) vor Sulfija Tschinschanlo, die auf 225 kg (95–130) kam. Im September 2010 wurde sie auch bei der Weltmeisterschaft der Damen in Antalya eingesetzt. Sie gewann dort in der Gewichtsklasse bis 58 kg den Zweikampf mit 237 kg (102–135) und das Stoßen mit 235 kg.
Im Jahre 2011 siegte sie bei der Junioren-Weltmeisterschaft (U 20) in der Gewichtsklasse bis 58 kg mit einer Zweikampfleistung von 243 kg (110–133). Dazu gewann sie auch die Geldmedaillen im Reißen und Stoßen. Bei der Weltmeisterschaft der Damen 2011 in Paris wurde sie nicht eingesetzt.
Bei der chinesischen Meisterschaft im April 2012 fiel die Entscheidung, wer bei den Olympischen Spielen 2012 in London für China an den Start gehen darf. Deng Wei kam bei dieser Meisterschaft in der Gewichtsklasse bis 58 kg mit einer sehr guten Zweikampfleistung von 245 kg (110–135) auf den 2. Platz hinter Li Xueying, die 250 kg erzielte und deswegen einen Startplatz in London erhielt, wo sie auch Olympiasiegerin wurde. Deng Wei blieb nur der Trost, dass sie mit ihrer Leistung von der chinesischen Meisterschaft in London ebenfalls Olympiasiegerin geworden wäre. Sie gewann im November 2012 in Eilat/Israel bei der Universitäten-Weltmeisterschaft in der Gewichtsklasse bis 58 kg (105–133) vor Kuo Hsing-chun, Taiwan, die auf 232 kg (100–132)kg kam.
2013 wurde Deng Wei in der Gewichtsklasse bis 58 kg mit 239 kg (107–132) zum zweiten Mal chinesische Meisterin. Bei der Weltmeisterschaft dieses Jahres in Wrocław holte sie sich im Reißen mit 108 kg den Titel, sie schaffte aber im Stoßen dreimal ihr Anfangsgewicht nicht und blieb deshalb ohne Zweikampfleistung unplatziert.
Ein sehr erfolgreiches Jahr wurde für Deng Wei das Jahr 2014. Sie gewann zunächst im April den chinesischen Meistertitel in der Gewichtsklasse bis 63 kg mit einer Zweikampfleistung von 254 kg (110–144), wobei sie mit ihrer Leistung im Stoßen von 144 kg sogar den bestehenden Weltrekord übertraf (Weltrekorde können nur bei offiziellen Wettkämpfen der IWF erzielt werden). Bei den Asienspielen im September 2014 in Incheon/Südkorea steigerte sie ihre Zweikampfleistung auf 259 kg (115–144), musste damit aber der Taiwanerin Lin Tzu-chi, die auf 261 kg (116–145) den Vortritt lassen. Die Revanche gelang ihr aber zwei Monate später bei der Weltmeisterschaft in Almaty, wo sie sich mit 252 kg (110–142) den Zweikampftitel und den WM-Titel im Stoßen holte. Den 2. Platz belegte Tima Turiewa aus Russland, die im Zweikampf ebenfalls auf 252 kg (112–140) kam aber 160 g schwerer war als Deng Wei. Lin Tzu-chin kam mit 246 kg (110–136) im Zweikampf auf den 4. Platz und kam damit bei weitem nicht an ihre Leistung von den Asienspielen heran.
2015 wurde Deng Wie in Houston Weltmeisterin in der Gewichtsklasse bis 63 kg Körpergewicht. Sie erzielte dabei im Zweikampf 259 kg. Mit ihren Einzelleistungen von 113 kg im Reißen und 146 kg im Stoßen gewann sie ebenfalls die WM-Titel.
Sie blieb auch bei den Olympischen Spielen 2016 in Rio de Janeiro in der gleichen Gewichtsklasse siegreich und holte sich mit 262 kg (115–147) im Zweikampf den Olympiasieg. Medaillen für die Einzelleistungen werden bei Olympischen Spielen nicht vergeben.
2017 konnten bei der Weltmeisterschaft in Anaheim keine chinesischen Athleten an den Start gehen, weil der chinesische Gewichtheber-Verband vom Internationalen Gewichtheber-Verband wegen diverser Dopingvergehen chinesischer Heberinnen bzw. Heber in den vergangenen Jahren von dieser Meisterschaft ausgeschlossen war.
Nach Ablauf der Sperre für den Chinesischen Gewichtheber-Verband startete Deng Wei 2018 wieder bei der Weltmeisterschaft in Aschgabat. Sie erzielte dabei in der neuen Gewichtsklasse bis 64 kg Körpergewicht im Zweikampf 252 kg (112–140) und wurde Weltmeisterin im Zweikampf, Reißen und Stoßen.

## Internationale Erfolge
| Jahr | Platz | Wettbewerb                          | Gewichtsklasse | Ergebnisse |
| 2009 | 1.    | Junioren-WM (U 17) in Chiangmai     | bis 58 kg      | mit 222 kg (98–124), vor Rim Jong-sim, Nordkorea, 212 kg (92–120) und Sulfija Tschinschanlo, Kasachstan, 207 kg (92–115)                        |
| 2010 | 1.    | Olympische Jugendspiele in Singapur | bis 58 kg      | mit 242 kg (110–132), vor Sulfija Tschinschanlo, 225 kg (95–130) und Rachel Ekoschoria, Nigeria, 190 kg (85–105)                                |
| 2010 | 1.    | WM in Antalya                       | bis 58 kg      | mit 237 kg (102–135), vor Nastassja Nowikawa, Weißrussland, 233 kg (103–130) und Jong Chun-mi, Nordkorea, 230 (100–130)                         |
| 2011 | 1.    | IWF-Grand-Prix in Fujian            | bis 58 kg      | mit 210 kg (90–120), vor Hidilyn Diaz, Philippinen, 195 kg                                                                                      |
| 2011 | 1.    | Junioren-WM (U 20) in Penang        | bis 58 kg      | mit 243 kg (110–133), vor Jo Pok-hyang, Nordkorea, 215 kg (93–122) und Rattikan Gulnoi, Thailand, 214 kg (93–121)                               |
| 2012 | 1.    | Universitäten-WM in Eilat/Israel    | bis 58 kg      | mit 238 kg (105–133), vor Kuo Hsing-chun, Taiwan, 232 kg (100–132) und Mikiko Andō, Japan, 203 kg                                               |
| 2013 | unpl. | WM in Wrocław                       | bis 58 kg      | nach 108 kg im Reißen (1. Platz) drei Fehlversuche im Stoßen und damit ohne Zweikampfleistung; Siegerin: Kuo Hsing-chun, 241 kg (108–133)       |
| 2014 | 2.    | Asienspiele in Incheon/Südkorea     | bis 63 kg      | mit 259 kg (115–144), hinter Lin Tzi-chi, Taiwan, 261 kg (116–145), vor Jo Pok-hyang, 247 kg (107–140)                                          |
| 2014 | 1.    | WM in Almaty                        | bis 63 kg      | mit 252 kg (110–142), vor Tima Turiewa, Russland, 252 kg (112–140), Choe Hyo-sim, Nordkorea, 248 kg (108–140) und Lin Tzi-chi, 246 kg (110–136) |
| 2015 | 1.    | WM in Houston                       | bis 63 kg      | mit 259 kg (113–146), vor Tima Turiewa, Russland, 248 kg (112–136) und Choe Hyo-sim, Nordkorea, 243 kg (104–139)                                |
| 2016 | Gold  | OS in Rio de Janeiro                | bis 63 kg      | mit 262 kg 115–147), vor Choe Hyo-sim, 248 kg (105–143) und Karina Gorichewa, Kasachstan, 243 kg (11–132)                                       |
| 2018 | 1.    | WM in Aschgabat                     | bis 64 kg      | mit 252 kg (112–140), vor Rim Un-sim, Nordkorea, 239 kg (105–1349 und Rattanawan Wamalun, Thailand, 239 kg (102–137)                            |

## WM – Einzelmedaillen
- WM-Goldmedaillen: 2010/Stoßen – 2013/Reißen – 2014/Stoßen – 2015/Reißen – 2015/Stoßen – 2018/Reißen, 2018/Stoßen
- WM-Bronzemedaillen: 2010/Reißen

## Chinesische Meisterschaften
(soweit bekannt)
| Jahr | Platz | Gewichtsklasse | Ergebnisse |
| 2009 | 4.    | bis 58 kg      | mit 240 kg (110–130), hinter Li Xueying, 251 kg (111–140), Qiu Hongmei, 246 kg (109–137) und Sun Caiyan, 245 kg (110–135) |
| 2010 | 1.    | bis 58 kg      | mit 238 kg (105–133), vor Zuo Mengxia, 238 kg (105–133) und Xu Li, 227 kg                                                 |
| 2012 | 2.    | bis 58 kg      | mit 245 kg (110–135), hinter Li Xueying, 250 kg (110–140)                                                                 |
| 2013 | 1.    | bis 58 kg      | mit 239 kg (107–132), vor Zhou Yue, 232 kg (101–131) und Meng Shanshan, 232 kg (103–129)                                  |
| 2014 | 1.    | bis 63 kg      | mit 254 kg (110–144), vor Zhou Yue, 233 kg und Zhou Yixiang, 230 kg                                                       |

Erläuterungen
- alle Wettkämpfe im Zweikampf, bestehend aus Reißen und Stoßen
- WM = Weltmeisterschaft
- OS = Olympische Spiele